# Prix de la paix des libraires allemands

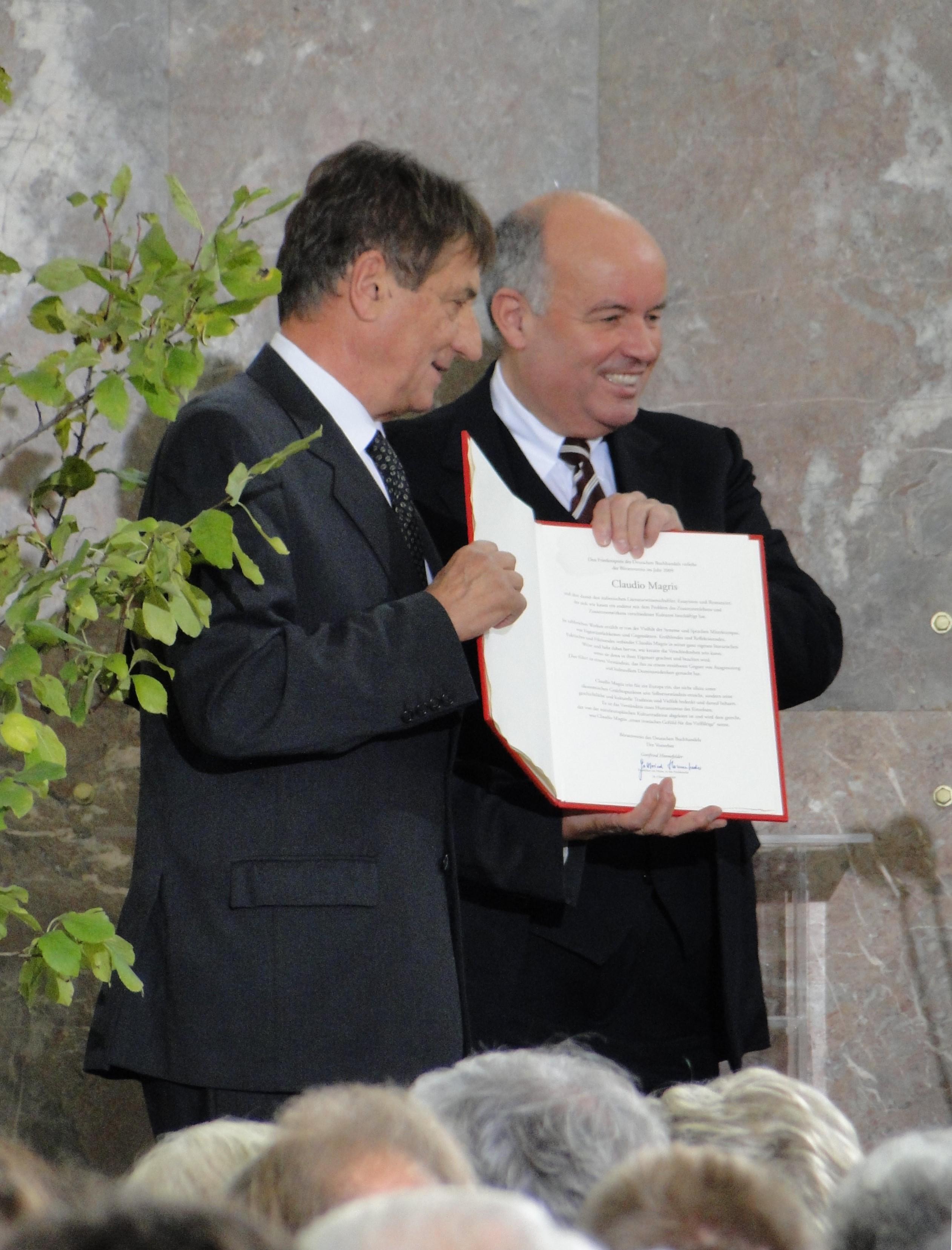
Claudio Magris, lauréat 2009 et Gottfried Honnefelder, membre de la fondation

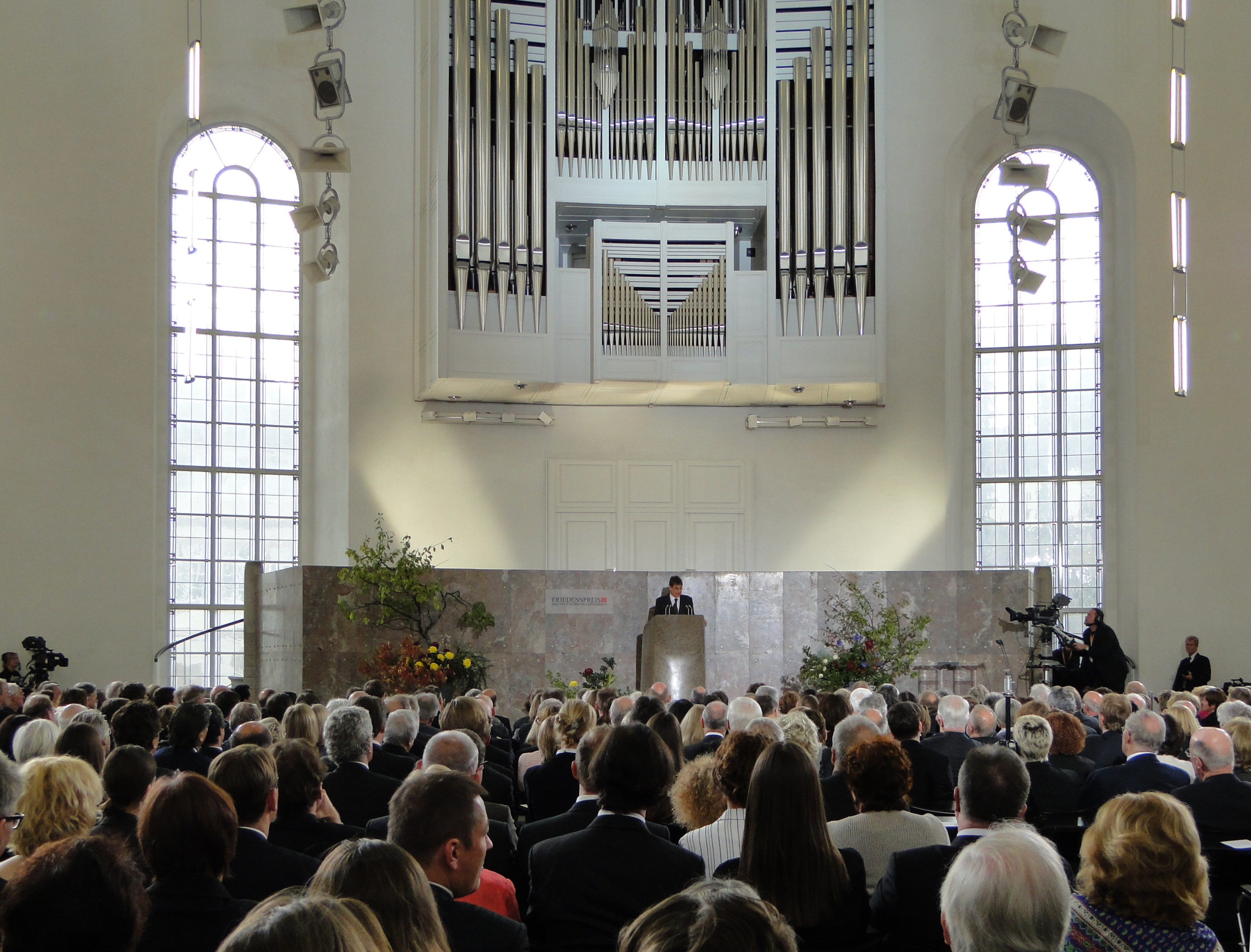
Cérémonie de remise du prix en 2009

Le Prix de la paix des libraires allemands (en allemand Friedenspreis des Deutschen Buchhandels) est un prix de paix international. Ce prix est décerné chaque année lors de la Foire du livre de Francfort à l'Église Saint-Paul (Francfort-sur-le-Main) à des personnalités qui « par leur activité littéraire, scientifique et artistique, ont servi de manière significative la progression des idées pacifistes. »
Le prix est décerné par l'Association des libraires allemands (Börsenverein des Deutschen Buchhandels). Il est actuellement doté d'une récompense de 25 000 euros.

## Composition du conseil de la Fondation
- Wolfgang Frühwald, Fondation Alexandre von Humboldt
- Gottfried Honnefelder, représentant de l'association des libraires et porte parole du conseil de la fondation
- Michael Krüger, Éditions Carl Hanser
- Jutta Limbach, Présidente du Goethe-Institut
- Heinrich Riethmüller, Librairie Osiander
- Werner Spies
- Arnold Stadler
- Christina Weiss
- Karl-Peter Winters, Éditions Dr. Otto Schmidt
- Bascha Mika, journaliste

## Lauréats

### de 2020 à 2029
| Année | Lauréats           | Laudateurs              |
| 2025  | Karl Schlögel      | N.N.                    |
| 2024  | Anne Applebaum     | Irina Scherbakova       |
| 2023  | Salman Rushdie     | Daniel Kehlmann         |
| 2022  | Serhiy Jadan       | Sasha Marianna Salzmann |
| 2021  | Tsitsi Dangarembga | Auma Obama              |
| 2020  | Amartya Sen        | Frank-Walter Steinmeier |

### de 2010 à 2019
| Année | Lauréats                      | Laudateurs              |
| 2019  | Sebastião Salgado             | Wim Wenders             |
| 2018  | Aleida Assmann et Jan Assmann | Hans-Ulrich Gumbrecht   |
| 2017  | Margaret Atwood               | Eva Menasse             |
| 2016  | Carolin Emcke                 | Seyla Benhabib          |
| 2015  | Navid Kermani                 | Norbert Miller          |
| 2014  | Jaron Lanier                  | Martin Schulz           |
| 2013  | Svetlana Alexievitch          | Karl Schlögel           |
| 2012  | Liao Yiwu                     | Felicitas von Lovenberg |
| 2011  | Boualem Sansal                | Peter von Matt          |
| 2010  | David Grossman                | Joachim Gauck           |

### de 2000 à 2009
| Année | Lauréats             | Laudateurs           |
| 2009  | Claudio Magris       | Karl Schloegel       |
| 2008  | Anselm Kiefer        | Werner Spies         |
| 2007  | Saul Friedländer     | Wolfgang Frühwald    |
| 2006  | Wolf Lepenies        | Andrei Pleșu         |
| 2005  | Orhan Pamuk          | Joachim Sartorius    |
| 2004  | Graf Péter Esterházy | Michael Naumann      |
| 2003  | Susan Sontag         | Ivan Nagel           |
| 2002  | Chinua Achebe        | Theodor Berchem      |
| 2001  | Jürgen Habermas      | Jan Philipp Reemtsma |
| 2000  | Assia Djebar         | Barbara Frischmuth   |

### de 1990 à 1999
| Année | Lauréats              | Laudateurs             |
| 1999  | Fritz Stern           | Bronisław Geremek      |
| 1998  | Martin Walser         | Frank Schirrmacher     |
| 1997  | Yasar Kemal           | Günter Grass           |
| 1996  | Mario Vargas Llosa    | Jorge Semprún          |
| 1995  | Annemarie Schimmel    | Roman Herzog           |
| 1994  | Jorge Semprún         | Wolf Lepenies          |
| 1993  | Friedrich Schorlemmer | Richard von Weizsäcker |
| 1992  | Amos Oz               | Siegfried Lenz         |
| 1991  | György Konrád         | Jorge Semprún          |
| 1990  | Karl Dedecius         | Heinrich Olschowsky    |

### de  1980 à 1989
| Année | Lauréats                                             | Laudateurs                    |
| 1989  | Václav Havel                                         | André Glucksmann              |
| 1988  | Siegfried Lenz                                       | Yohanan Meroz                 |
| 1987  | Hans Jonas                                           | Robert Spaemann               |
| 1986  | Władysław Bartoszewski                               | Hans Maier                    |
| 1985  | Teddy Kollek                                         | Manfred Rommel                |
| 1984  | Octavio Paz                                          | Richard von Weizsäcker        |
| 1983  | Manès Sperber (malade, prix reçu par Alfred Grosser) | Siegfried Lenz                |
| 1982  | George F. Kennan                                     | Carl Friedrich von Weizsäcker |
| 1981  | Lew Kopelew                                          | Marion Gräfin Dönhoff         |
| 1980  | Ernesto Cardenal                                     | Johann Baptist Metz           |

### de 1970 à 1979
| Année | Lauréats                     | Laudateurs                                  |
| 1979  | Yehudi Menuhin               | Pierre Bertaux                              |
| 1978  | Astrid Lindgren              | Hans-Christian Kirsch et Gerold Ummo Becker |
| 1977  | Leszek Kołakowski            | Gesine Schwan                               |
| 1976  | Max Frisch                   | Hartmut von Hentig                          |
| 1975  | Alfred Grosser               | Paul Frank                                  |
| 1974  | Frère Roger                  | pas d'éloge                                 |
| 1973  | Club de Rome                 | Nello Celio                                 |
| 1972  | Janusz Korczak (posthume)    | Hartmut von Hentig                          |
| 1971  | Marion, comtesse Dönhoff     | Alfred Grosser                              |
| 1970  | Alva Myrdal et Gunnar Myrdal | Karl Kaiser                                 |

### de  1960 à 1969
| Année | Lauréats                             | Laudateurs      |
| 1969  | Alexander Mitscherlich               | Heinz Kohut     |
| 1968  | Léopold Sédar Senghor                | François Bondy  |
| 1967  | Ernst Bloch                          | Werner Maihofer |
| 1966  | Augustin Bea et W. A. Visser't Hooft | Paul Mikat      |
| 1965  | Nelly Sachs                          | Werner Weber    |
| 1964  | Gabriel Marcel                       | Carlo Schmid    |
| 1963  | Carl Friedrich von Weizsäcker        | Georg Picht     |
| 1962  | Paul Tillich                         | Otto Dibelius   |
| 1961  | Sarvepalli Radhakrishnan             | Ernst Benz      |
| 1960  | Victor Gollancz                      | Heinrich Lübke  |

### de 1950 à 1959
| Année | Lauréats              | Laudateurs            |
| 1959  | Theodor Heuss         | Benno Reifenberg      |
| 1958  | Karl Jaspers          | Hannah Arendt         |
| 1957  | Thornton Wilder       | Carl Jacob Burckhardt |
| 1956  | Reinhold Schneider    | Werner Bergengruen    |
| 1955  | Hermann Hesse         | Richard Benz          |
| 1954  | Carl Jacob Burckhardt | Theodor Heuss         |
| 1953  | Martin Buber          | Albrecht Goes         |
| 1952  | Romano Guardini       | Ernst Reuter          |
| 1951  | Albert Schweitzer     | Theodor Heuss         |
| 1950  | Max Tau               | Adolf Grimme          |